# Annamocarya sinensis
Annamocarya es un género monotípico de árboles de la familia Juglandaceae. Su única especie, Annamocarya sinensis es nativa del sudoeste de China (Guangxi, Guizhou, Yunnan) y norte de Vietnam. Se relaciona con Carya, y estaba incluida en el mismo género homónimo, como Carya sinensis, pero compartía ciertos  caracteres con Juglans.

## Descripción
Es un árbol de medio a grande, siempreverde de hasta 30 m de altura. Las hojas son de 3 a 5 dm de longitud, pinnadas con 7 a 11 folíolos que tienen márgenes enteros, distinguiéndose de Carya por tener bordes aserrados. Las flores tienen amentos producidos en primavera, con los amentos masculino en manojos de 5 a 8 juntos (simples en Carya). El fruto es una nuez de 6 a 8 cm de long. y 4 a 6 cm de ancho, con un prominente pico agudo en un extremo.

## Taxonomía
El género fue descrito por Auguste Jean Baptiste Chevalier y publicado en Revue de Botanique Appliquée et d'Agriculture Tropicale, 21, p. 504 en el año 1941.

## Sinonimia
- Annamocarya indochinensis (A.Chev.) A. Chev.
- Carya integrifoliolata (Kuang) Hjelmq.
- Carya sinensis Dode
- Carya tsiangiana Chun ex Lee
- Carya tsiangii Chun ex Kuang & A.M.Lu
- Juglandicarya integrifoliolata (Kuang) Hu
- Juglans indochinensis A. Chev.
- Rhamphocarya integrifoliolata Kuang[2]